# Une lueur d'espoir (pamphlet)
Pour les articles homonymes, voir Une lueur d'espoir.
Une lueur d'espoir est un pamphlet écrit par Marc-Édouard Nabe et publié en novembre 2001 aux éditions du Rocher.

## Résumé
Le livre est une analyse à chaud des attentats du 11 septembre 2001. 

## Réception
Une lueur d'espoir est le premier succès de librairie de Marc-Édouard Nabe. Le 17 novembre, il est invité par Thierry Ardisson, dans son émission Tout le monde en parle, diffusée sur France 2. Pierre Moscovici, également invité, s'en prend de manière virulente à l'écrivain. 
Dans Elle, Yann Moix fait une critique enthousiaste en reprenant les titres des 22 livres de l'écrivain parus jusqu'alors.  
Patrick Besson, dans Le Figaro Magazine, dit de Marc-Édouard Nabe qu'il « menace dans le vide, vitupère en biais, accuse dans le vague, suspecte n'importe qui et dénonce tout le monde ». Dans Paris Match, sous la plume de Gilles Martin-Chauffier, le livre est apprécié pour ses qualités littéraires, sans toutefois convaincre sur le fond. Quatre mois après la publication, Marianne se fend d'un article sur le livre, ne rappelant que le passage dans l'émission Apostrophes (1985) et la réputation de l'écrivain.

## Échos
- En août 2003, à l'occasion de la parution de trois livres sur le 11-Septembre, Guillaume Chérel, dans Le Point, évoque Une lueur d'espoir, « qui se voulait prophétique et provocateur »[7].
- En septembre 2012, Aude Lancelin compare dans Marianne Éloge littéraire d'Anders Breivik de Richard Millet à Une lueur d'espoir[8].

## Édition
- Marc-Édouard Nabe, Une lueur d'espoir, éditions du Rocher, 2001, 152 p.  (ISBN 226804212X).